# Katteni Kaizo
Katteni Kaizo ( かってに改蔵 Katteni Kaizo?) es una serie manga creada por Kōji Kumeta y serializada en la revista Shōnen Sunday. La serie terminó en el 2004 con un total de 26 tomos. En España es publicada por la editorial Ivrea. La serie trata sobre Kaizo  un adolescente que de pequeño se dio un golpe en la cabeza quedando trastornado y cómo envuelve a sus amigos en todo tipo de absurdas situaciones por culpa de su exagerada imaginación.
El título de la serie viene de Katte (かって) palabra japonesa muy especifica que significa realizar acciones arbitrariamente y por su propia cuenta sin tomar en cuenta a los demás  y de Kaizo (改蔵), el protagonista. El título da a entender como Kaizo se inventa todo tipo de situaciones por su propia cuenta.
Torauma.
Es una ciudad ficticia del manga Katteni Kaizo situada supuestamente entre el barrio de Nerimaku (Tokio) y la Prefectura de Saitama, limitando con Shigarami, la cual parece ser de un grado superior a torauma, es la ciudad donde residen todos los personajes, a excepción de Umi Natori que vive en Shigarami.
- Datos: Q1140901